# Hart voor Chili
Hart voor Chile es un álbum musical de varios intérpretes, lanzado por el sello discográfico de Países Bajos Vrije Muziek en 1977.
Las canciones son interpretadas por agrupaciones folclóricas y cantautores chilenos, tales como Quilapayún, Inti-Illimani, Isabel Parra, Ángel Parra y Aparcoa, todos ellos exiliados en Europa producto de la Dictadura militar; además de contar con un tema de Víctor Jara, quien fuera torturado y asesinado en Chile en 1973, a pocos días de realizado el Golpe de Estado.
El título del álbum está escrito en holandés, y significa «El corazón para Chile».

## Lista de canciones[3][2]
| N.º | Título                      | Escritor(es)            | Intérprete         | Duración |  |
| 1.  | «Himno del Partido Radical» | Sergio Ortega           | Quilapayún         |          |  |
| 2.  | «Chiloé»                    | Horacio Salinas         | Inti-Illimani      |          |  |
| 3.  | «Chile»                     |                         | Aparcoa            |          |  |
| 4.  | «Deme su voz, deme su mano» | Isabel Parra            | Amancay            |          |  |
| 5.  | «Vientos del pueblo»        | Víctor Jara             | Víctor Jara        |          |  |
| 6.  | «Grandola, Vile Morena»     |                         | Aparcoa            |          |  |
| 7.  | «Cante, cante compañero»    | Isabel Parra            | Isabel Parra       |          |  |
| 8.  | «Patria prisionera»         | P. Neruda, S. Ortega    | Inti-Illimani      |          |  |
| 9.  | «El muchacho propone»       | Héctor Numa Moraes      | Héctor Numa Moraes |          |  |
| 10. | «Volveremos»                | Ángel Parra             | Ángel Parra        |          |  |
| 11. | «Mi patria»                 | F. Alegría, E. Carrasco | Quilapayún         |          |  |
| 12. | «Internacional»             | E. Pottier, P. Degeyter | Quilapayún         |          |  |